# Кайюга (народ)

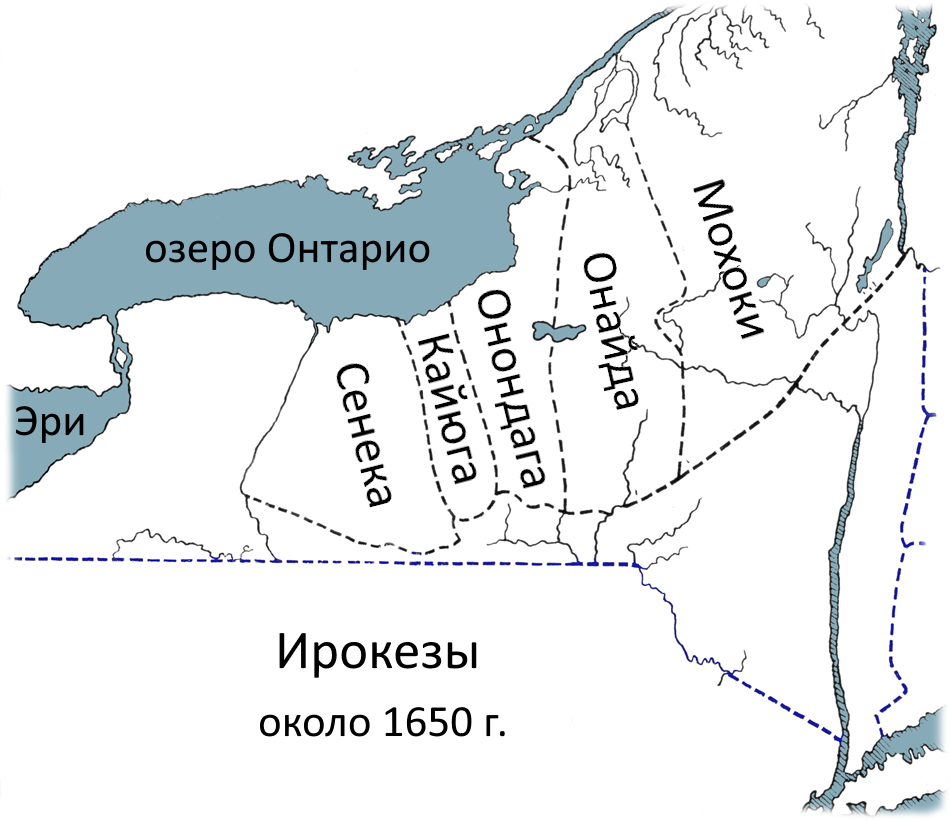
Традиционная территория кайюга и других ирокезских племён к 1650 г.

Кайюга (самоназвание — Guyohkohnyo, Gayogohó:no, то есть Люди большого болота) — одно из пяти ирокезских племён, образовавших Конфедерацию ирокезов. Родина каюга находится около Фингерских озёр вдоль озера Кайюга, между родственными племенами онондага и сенека.

## История
Политические отношения во время Войны за независимость США между кайюга, британцами и американцами были сложными. Члены племени кайюга сражались по обе стороны фронта, некоторые воздерживались от участия в войне. Во время революции Джордж Вашингтон направил в 1779 г. экспедицию генерала Салливана с тем, чтобы заставить ирокезов переселиться в другие места и не дать им возможности присоединиться к британцам. В результате кампании земли племени кайюга были полностью опустошены, многие деревни уничтожены. Выжившие бежали и либо присоединились к другим ирокезским племенам, либо переселились в Канаду, где британцы выделили им землю в знак признания их лояльности. Племя кайюга в США оказалось единственным ирокезским племенем, которому не была предоставлена резервация.
11 ноября 1794 нация кайюга штата Нью-Йорк наряду с другими ирокезскими племенами подписала т.наз. Договор Канандайгуа с правительством США. Это был второй договор из заключённых правительством США; он предусматривал признание прав хауденосауни (то есть ирокезов) как суверенной нации. До настоящего времени договор сохраняет юридическую силу, и правительство США продолжает посылать дары из муслина вождям ирокезских наций каждый год.

## В настоящее время
Сейчас существуют три племени народа кайюга. Два крупных, нижние кайюга и верхние кайюга, проживают в Онтарио в области Шести наций Великой реки. В США остаётся лишь небольшое племя, Индейская нация кайюга штата Нью-Йорк, в г. Перрисбург.
Индейская нация кайюга штата Нью-Йорк в настоящее время не имеет своей резервации, и её члены живут среди племени сенека. В декабре 2005 г. американские добровольцы приобрели за свои деньги ферму размером в 70 акров у г. Аврора, штат Нью-Йорк, которая получила название, the S.H.A.R.E. (англ. Strengthening Haudensaunee-American Relations through Education, «Укрепление отношений между ирокезами и американцами через образование») и подарена нации кайюга. Это первая земля, оказавшаяся в законной собственности кайюга, и первый пример оседлости кайюга на родных землях за последние 200 лет. Кайюга продолжают обсуждать вопрос об учреждении Земельного траста через Бюро по делам индейцев.

## Земельные претензии
Индейская нация кайюга штата Нью-Йорк подала 19 ноября 1980 иск в окружной суд Северного района Нью-Йорка о юридической и денежной реституции за землю, которая была у них отобрана штатом Нью-Йорк в XVIII и XIX вв., который заключил незаконные сделки купли-продажи земли с народом кайюга после подписания Договора Канандейгуа без одобрения Соединённых Штатов. Договор предусматривал, что только правительство США вправе заключать законные сделки с племенем Хауденосауни (самоназвание ирокезов).
В 1981 г. племя сенека-кайюга штата Оклахома присоединилось к иску как второй истец. Первоначально суд проходил с 18 января по 17 февраля 2000 г. Жюри вынесло вердикт в пользу истцов, установив цену ущерба в $35 млн долларов и компенсацию за аренду в $3.5 млн. Жюри зачло штату ранее выплаченные племени каюга деньги, оценив их в $1,6 млн, и за вычетом данной суммы компенсация ущерба составила $36,9 млн 2 октября 2001 г. суд вынес решение и приказ, согласно которому компенсация ущерба за нарушенные права составляла $211 млн, таким образом, с учётом вышеуказанной суммы истцам присуждалось $247.9 млн.
Как истцы, так и ответчики оспорили решение суда, и 28 июня 2005 года Апелляционный суд США по второму округу вынес решение, отменявшее решение окружного суда, в пользу ответчиков, основываясь на наступлении исковой давности. Индейская нация кайюга штата Нью-Йорк обратилась за пересмотром данного решения в Верховный суд США, который 15 мая 2006 г. вынес решение об отказе в пересмотре. Срок подачи иска о повторном слушании дела уже прошёл.

## Современное население
В переписях США кайюга обычно учитываются в составе ирокезов.

## Известные кайюга
- Гари Фармер, актёр.